# 貝爾島 (紐芬蘭-拉布拉多)

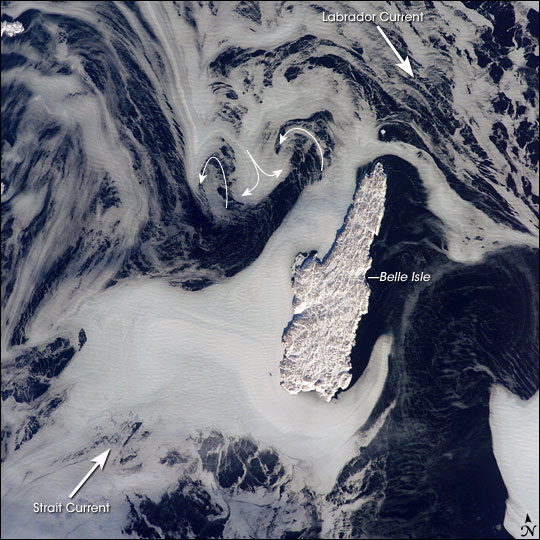
顯示拉布拉多海流和貝爾島海峽水流交匯的衛星照片。

貝爾島（英語）是加拿大一座無人島，位於拉布拉多半島對開、紐芬蘭島以北、貝爾島海峽的出口處。它位處大湖區和歐洲最短航線，以及通往哈得遜灣和西北領地的主要南北航道之上。
貝爾島面積52平方公里，最高點海拔213公尺（700英尺），長16公里、闊5公里。大致和紐芬蘭和拉布拉多海岸等距（約24公里，即15英里），但稍近於拉布拉多一側。島的南北各設有一座燈塔。除了捕魚季節外，本島並無常住居民。
本島是縱貫北美洲東部達2,000英里，從美國阿拉巴馬州各東北延伸至紐芬蘭-拉布拉多的阿帕拉契山脈的最北端。
浮冰形態顯示了貝爾島是兩股海流的交匯點：從西北方來的拉布拉多洋流，以及從西南方流過、受西風影響的較小海流。海冰的流線提示了冰流動的形態。由拉布拉多洋流帶來的浮冰相對比較稀疏。較為稠密的海冰，靠近島的西岸。旋渦沿島南北的岬角流動，在相反、下流方向是無冰的「影子」區域。西岸的旋渦（衛星照片彎曲的箭頭）顯示兩股海流在島的西部和北部位置交匯。
此島是由法國探險家雅克·卡蒂亞命名，島名的法語意思是「美麗的島嶼」。

## 外部連結
- 貝爾島海峽生態圈 （页面存档备份，存于）
- 庫克船長繪製的海圖